# Páncél

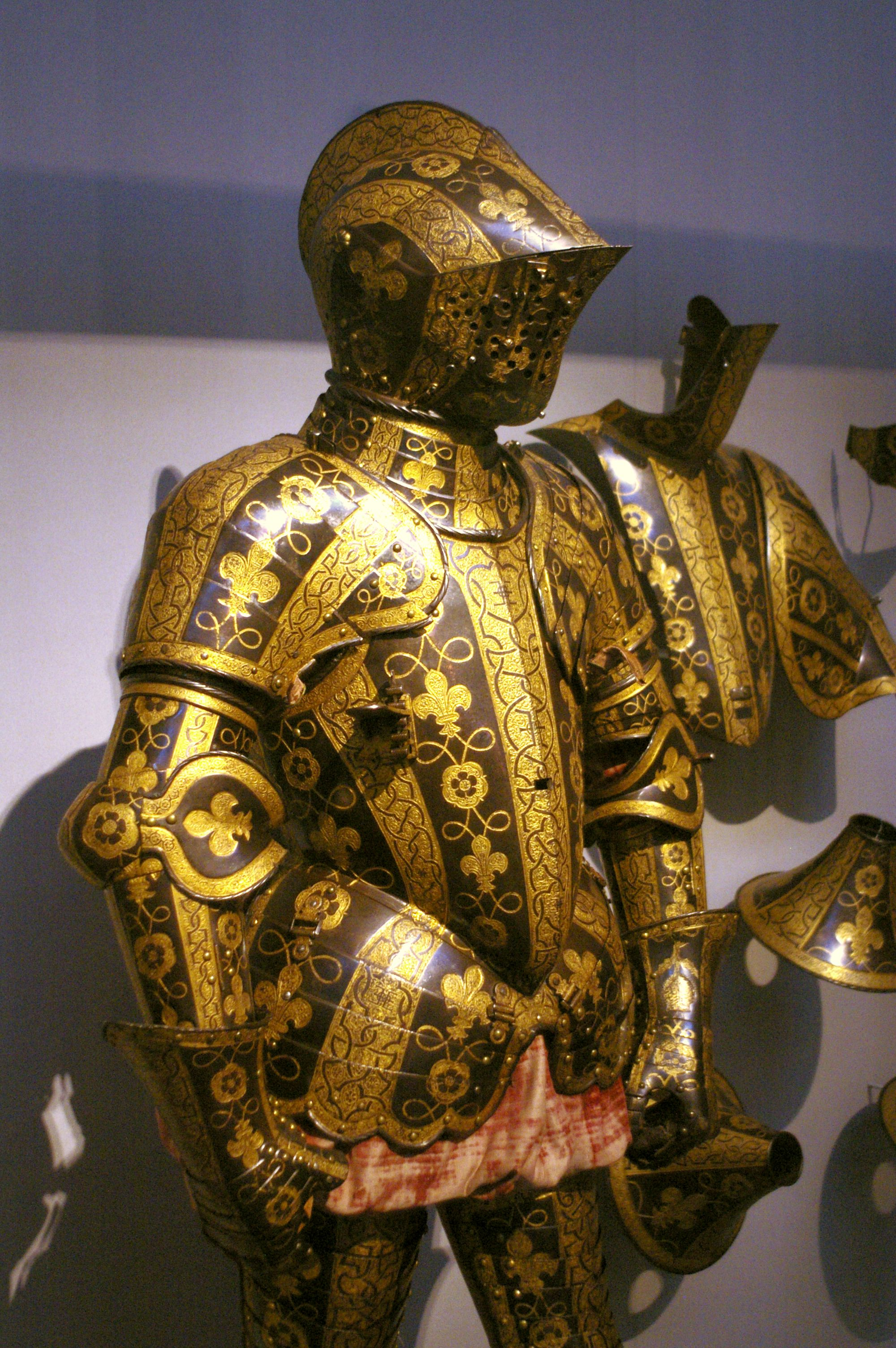
Sir George Cliffordnak (1558–1605), Cumberland grófjának páncélzata (Metropolitan museum)

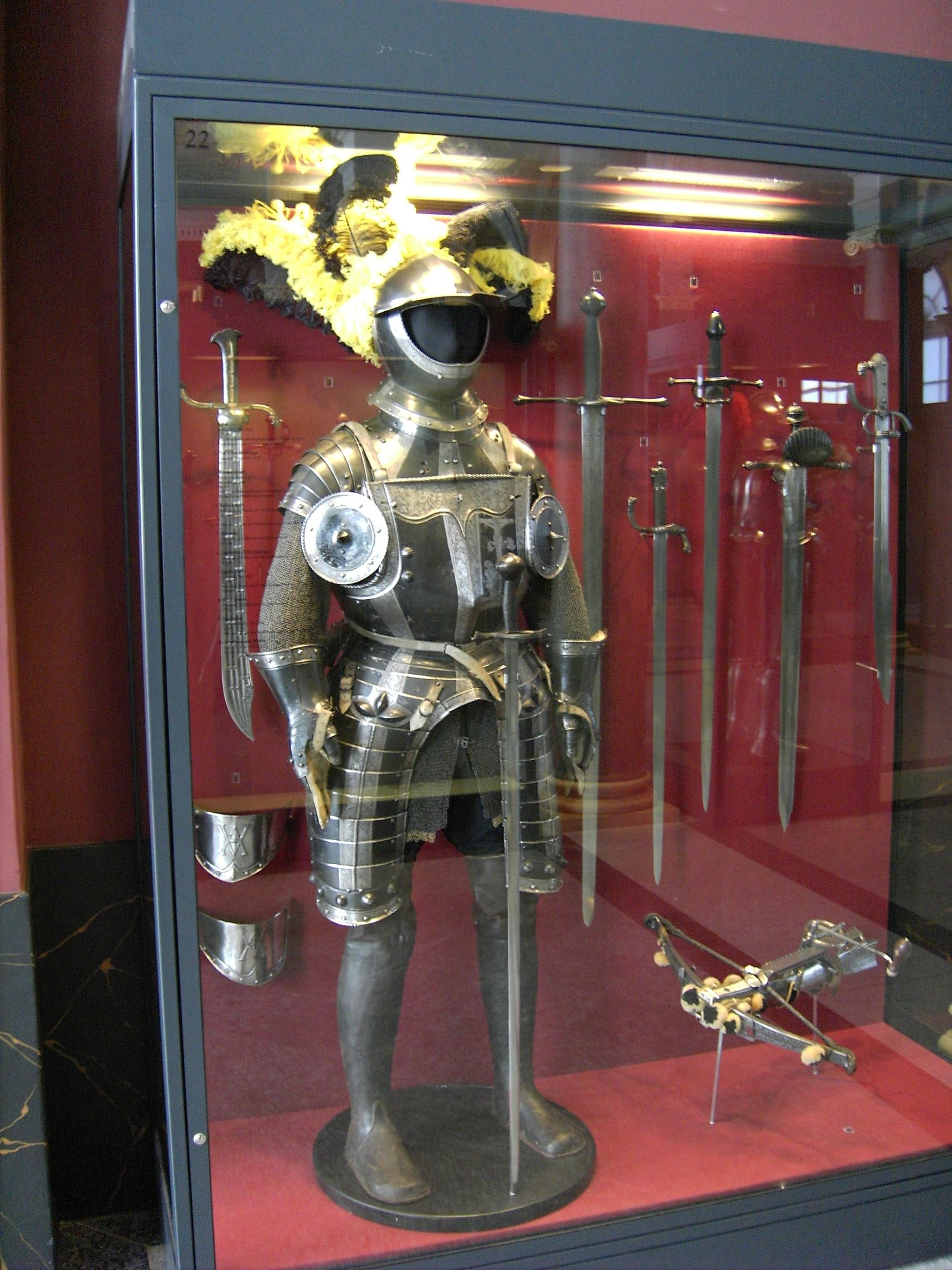
16. század végi fekete-fehér vértezet, jellemzően a Landsknecht használta. A vért alatt viselt páncéling, a megmunkálás és a díszítés, valamint a szegecsekkel használhatatlanná tett lándzsatámasz-rögzítő lyukak alapján valószínűleg gyalogsági tiszt vagy gyalogos szolgálatot ellátó nemes felszerelésének része. A sisak késői fél-zárt burgonet, a nyak és a vállak védelméről munion (gallér integrált rákozott vállvérttel és rákozott nyakvérttel) gondoskodik, a mellvért tappelbrust típusú. A tasselek (comblapok) térdig érnek, de a térdet nem védik, ami, csakúgy, mint a szokatlanul széles ágyékkivágás, tovább valószínűsíti a gyalogsági használatot. A konzisztens díszítés miatt a vért egyértelműen nem kompozit, azaz az elemek eredetileg is egy felszerelést alkottak. Drezda, Zwinger

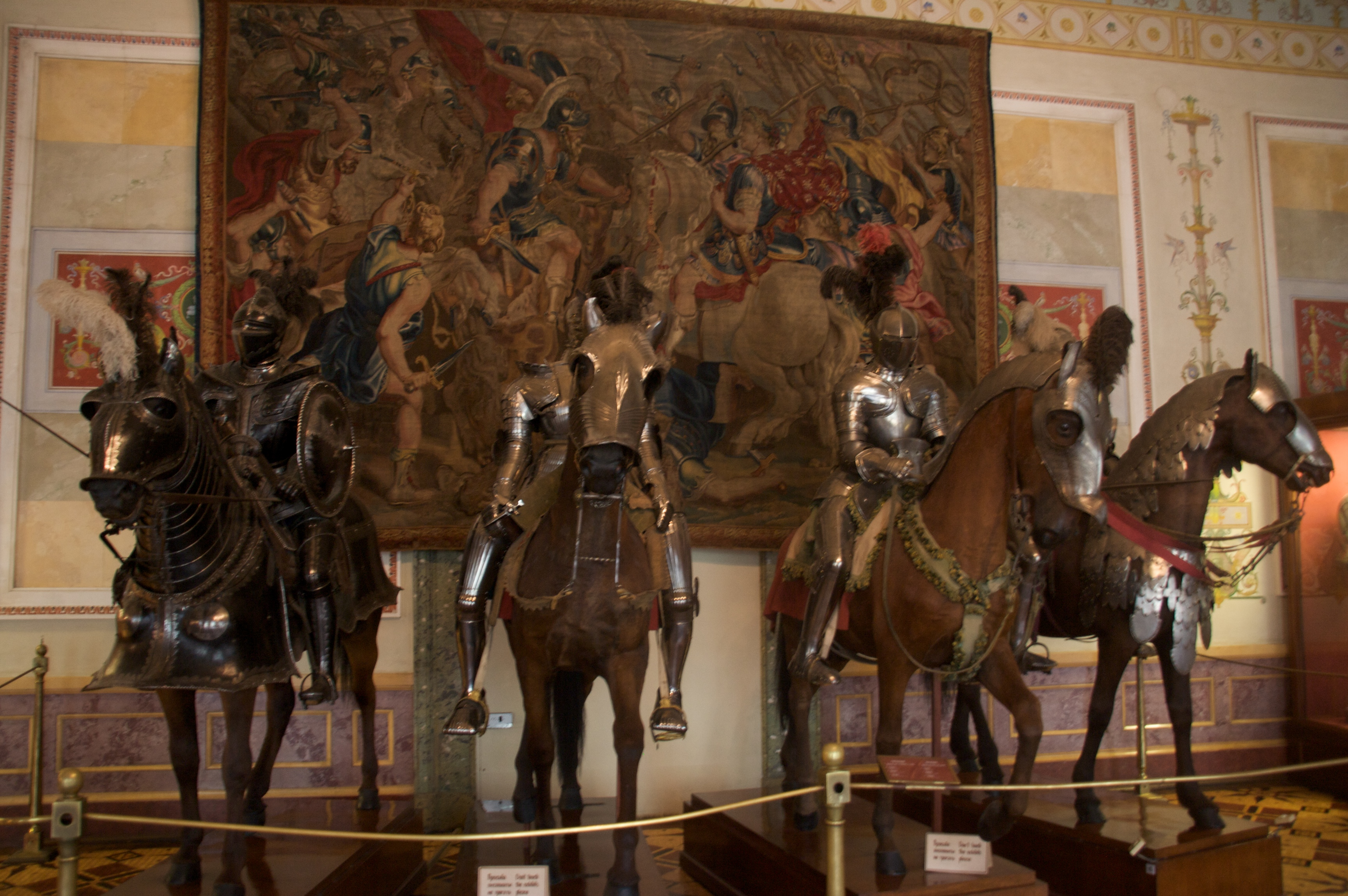
Francia és német eredetű középkori páncélok melyeket Nagy Péter cár gyűjtött, Ermitázs

A páncél jellemzően, de nem kötelezően merev anyagból készült védőfelszerelés. A lemezvértek elterjedésétől (14. század) megkülönböztetünk csata- és tornavérteket, valamint garnitúrás (azaz különböző, variálható elemekkel rendelkező), teljes, háromnegyedes, kétharmados, fél és részleges páncélt. Az említett garnitúrás vérteken belül megkülönböztetünk kis és nagy garnitúrát, utóbbit gyakorlatilag minden lehetséges szerepre (könnyű- és nehézgyalogság, kopjás lovasság, lőfegyveres lovasság, különböző szabályok szerinti sport- és ügydöntő viadalok, stb) át lehetett alakítani a kiegészítő elemek változatossága miatt, míg az előbbi csak 2-3 szerepkörre volt alkalmas.
Mivel a felhasznált vértek minőségét, díszítettségét és formáját a vevő ízlése, igényei, anyagi lehetőségei, az aktuális divat és a mesterember képességei befolyásolták, lehetetlen tökéletesen pontos kategóriákat létrehozni, azaz szinte minden szabály alól van legalább egy kivétel.

## Anyaguk szerint

### Puha vért
Puha vagy lágy vértről beszélünk, ha átvágása, átszúrása lehetséges magas fokon specializált felszerelés vagy technika, illetve kiugróan nagy erő nélkül. Ide tartoznak a különböző páncél alatt viselt, sodronyszövettel nem borított bélésruhák, a bőrvértek és, különleges típusként, az indiai ál-brigandinok, mint a Chihal'ta Hazar Masha, valamint, ha nem tartalmaz merev erősítőlemezeket, a modern lövedékálló mellények, felszerelések, eltekintve a Dragonskin-től. Energiaelnyelő képességük jó, vágáspróbák alapján gyenge vagy nem ideális szögben érkező vágásokat megfogják (a vastag, közepesen kemény bőrt azonban igen nehéz átvágni, így kivételként említést érdemel a 16. századtól használt buff coat, illetve az arabok és mongolok, valamint szórványosan a magyarok által használt bőrvértezet, amelyek a kardvágást szinte kivétel nélkül megfogták - példák arra, hogy a hoplológiában mindig van legalább egy kivétel), csakúgy, mint a tompa tárgyakkal végzett támadásokat. (Bár mivel tulajdonképpen nem történik energiaelnyelő folyamat, úgy mint a lemezvértekre jellemző rugalmas és képlékeny deformáció, a tompafegyveres támadásokkal szembeni ellenállás erősen korlátozott. A hajlékonyság eredményeként egy kalapáccsal vagy buzogánnyal véghezvitt támadás esetén nem tompították az ütéseket kellőképpen.) Modern íjakkal kilőtt vesszők ellen meglepően jó védelmet nyújtanak. (Bár ez a nyílhegy behatolása után fellépő súrlódásnak köszönhető, bizonyos kismértékű átütés bekövetkezett, de jellemzően nem testig hatolóan. Ez nagyban függ az anyagvastagságtól.) Szúrásokkal szemben meglehetősen sérülékenyek, de vastagságuk miatt rövid döfések ellen viszonylagos védelmet mégis nyújtanak.
Előnyei: könnyű, olcsó, egyszerűen javítható, viszonylag jól szellőzik, a mozgást minimális mértékben korlátozza, a lefedett területeken csökkenti a nem ideális erővel és szögben érkező támadások halálosságát.
Hátrányai: szúrás ellen fokozottan sérülékeny, átvágása nem lehetetlen, csak viszonylag gyenge távolsági fegyverek ellen biztosít védelmet.

### Kemény vért
Kemény vértről beszélünk, ha átvágása, átszúrása lehetetlen, vagy magasfokon specializált felszerelést/technikát, illetve kiugróan nagy erőt igényel. Ide tartozik minden olyan vért, amely valamilyen fémből, jellemzően lágyacélból vagy hőkezelt acélból készült, azaz a sodronying, pikkelyvért, gyűrűs páncéling (lorica hamata, lorica segmenta), lamellás vért, lemezkabát, brigandin, sávozott vért, lemezvért, valamint a kombinált vértek (koreai sodronyos-lamellás, közel-keleti sodronyos-lemezes, japán sodronyos-lemezes). Energiaelnyelő képességük nagyon magas, a konstrukció merevségétől függően a felületre nem merőleges támadásokat megvezetik (a sodronyszövet nem vezeti meg a szúrást, valamint a vágást is csak kb. 45-50˚-tól), nagy többségük ellenálló a tompa tárgyakkal végzett támadásokkal szemben (kivéve sodronyszövet, aprószemes pikkelyvért, laza kötözésű lamellás vért), viszont több-kevesebb bélést megkövetelnek az optimális teljesítmény érdekében (a legtöbbet a sodronyszövet, a legkevesebbet a végtagokon formakövető, mellkason erősen domborított, forgó- vagy siklószegecseléssel illesztett lemezvért igényli).
A konstrukciós variációk nagy száma miatt előnyeiket és hátrányaikat nem lehet egyben tárgyalni, az egyes típusoknál kerülnek említésre.

## Felépítésük szerint
Páncéling
Pikkely
Fegyverkabát, brigandin
Lamella
Sávozott
Lemez
Kombinált
Bélésruhák, szövetpáncélok
Egyéb, hibrid típusok, variációk, különlegességek